# Ziehl–Neelsen-färgning

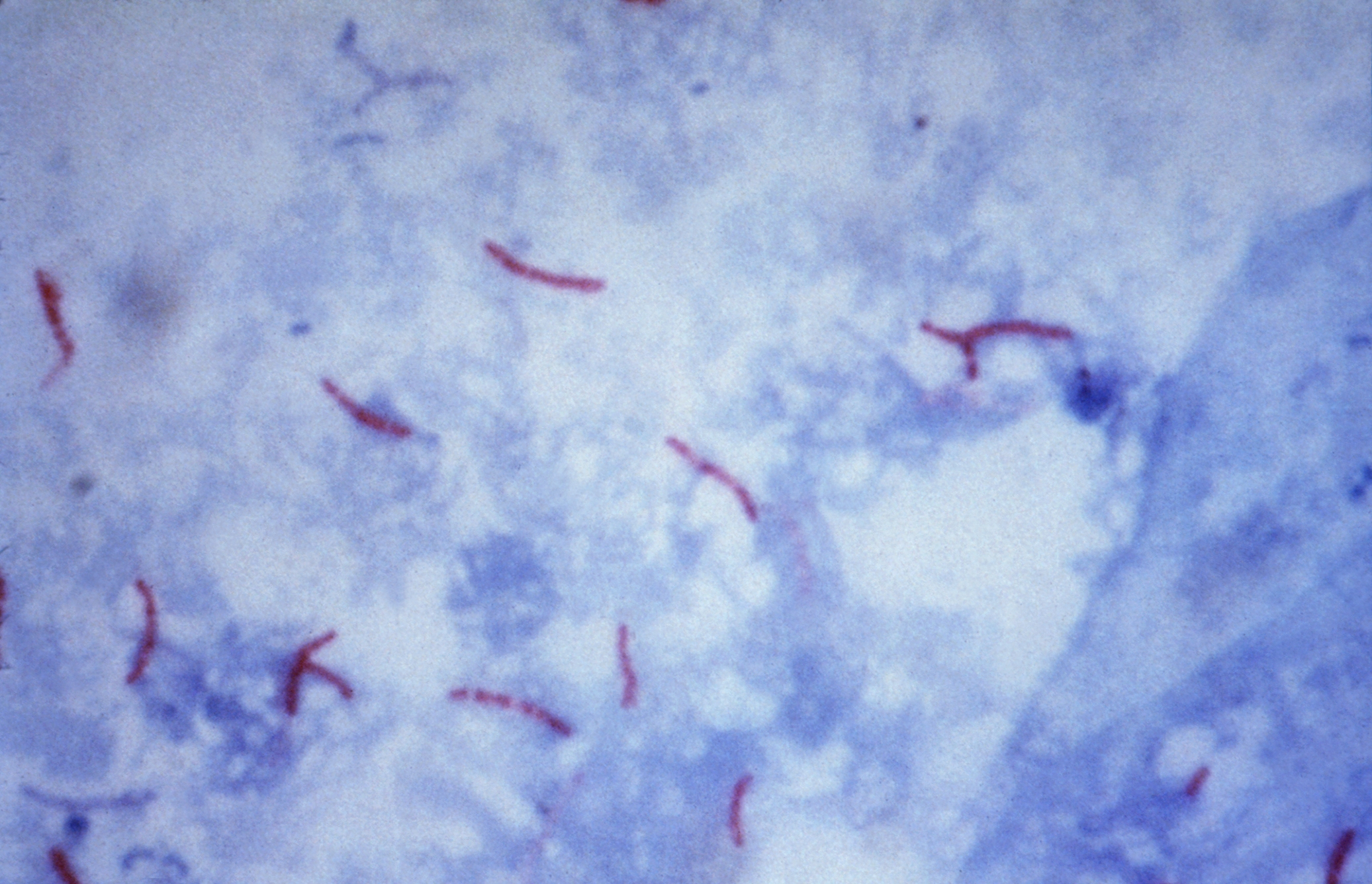
Visualisering av Mycobacterium tuberculosis vid användning av Ziehl–Neelsen-färgning

Ziehl–Neelsen-färgning, även känd som Syrafast färgning, är en bakteriologisk metod som används för att identifiera syrafasta mykobakterier. Ziehl–Neelsen-färgning är uppkallad efter två tyska läkare, bakteriologen och neurologen Franz Ziehl och patologen Friedrich Neelsen.